# Bruno Ambrosi
Bruno Ambrosi (Pontremoli, 14 maggio 1930 – Milano, 24 giugno 2014) è stato un giornalista e politico italiano.

## Biografia
Giornalista RAI fin dalle origini (primi anni cinquanta) e iscritto all'albo della Lombardia il 1º ottobre 1957, collabora all'organizzazione e alla gestione della nascita dei tre telegiornali della RAI: prima al TG1, poi dal 1976 al TG2 di Andrea Barbato, infine a metà anni novanta al TG3 dove fu anche caporedattore, oltre che inviato speciale in vari paesi di Europa,
Africa e America Latina.
Segue da cronista alcuni eventi famosi, come la strage del Vajont, la morte di Enrico Mattei e il disastro di Seveso. Conduce negli anni settanta il rotocalco televisivo AZ, un fatto come e perché, in onda il sabato sera.
Dopo il ritiro dalla Rai, entra a far parte del consiglio dell'ordine dei giornalisti della Lombardia. È stato consigliere nazionale fino a giugno 2010 e si è dedicato alla formazione. Per nove anni ha gestito l'Istituto per la Formazione al Giornalismo "Carlo De Martino" di Milano, dove ha insegnato anche etica professionale e storia del giornalismo contemporaneo.
Dal 1985 al 1990 è consigliere della Regione Lombardia come indipendente eletto nelle liste del Partito Comunista Italiano.